# Oscar Garré
Oscar Alfredo Garré (Buenos Aires, 9 de dezembro de 1956) é um ex-futebolista e técnico argentino. 
Atuava como lateral-esquerdo pelos times Ferro Carril Oeste, Huracán,  Hapoel Kfar Saba F.C., Hapoel Be'er Sheva F.C.. Participou da Seleção argentina, inclusive sendo campeão da Copa do Mundo de 1986, no México.
Como técnico dirigiu o Ferro Carril Oeste, Lanús, ambos da Argentina. Depois se dirigiu ao Chile onde treinou o Deportes Concepción, Huachipato e Universidad Católica.